# Ad Astra (Ballon)

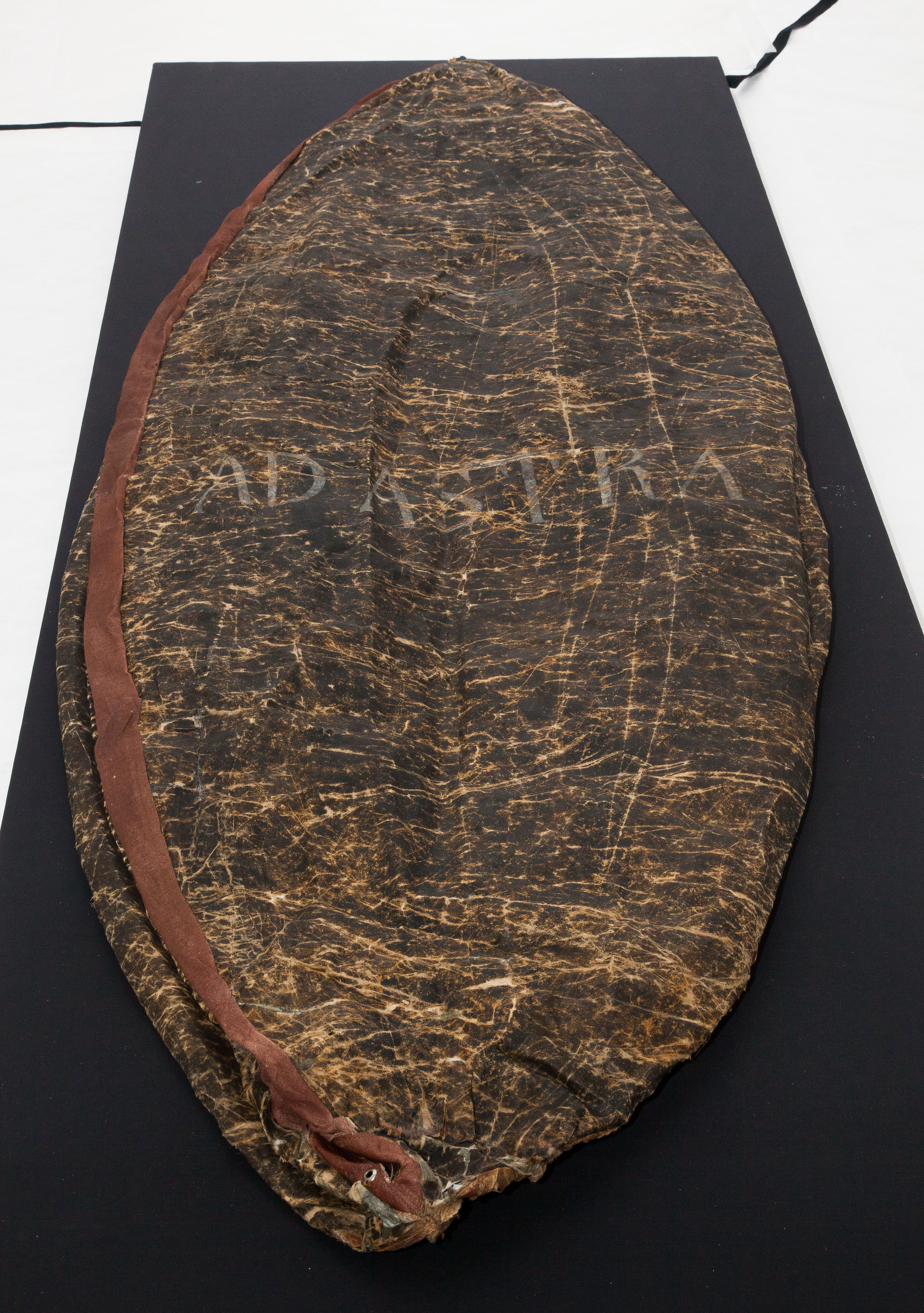
Hülle des Ballons, gut erkennbar der Schriftzug „Ad Astra“

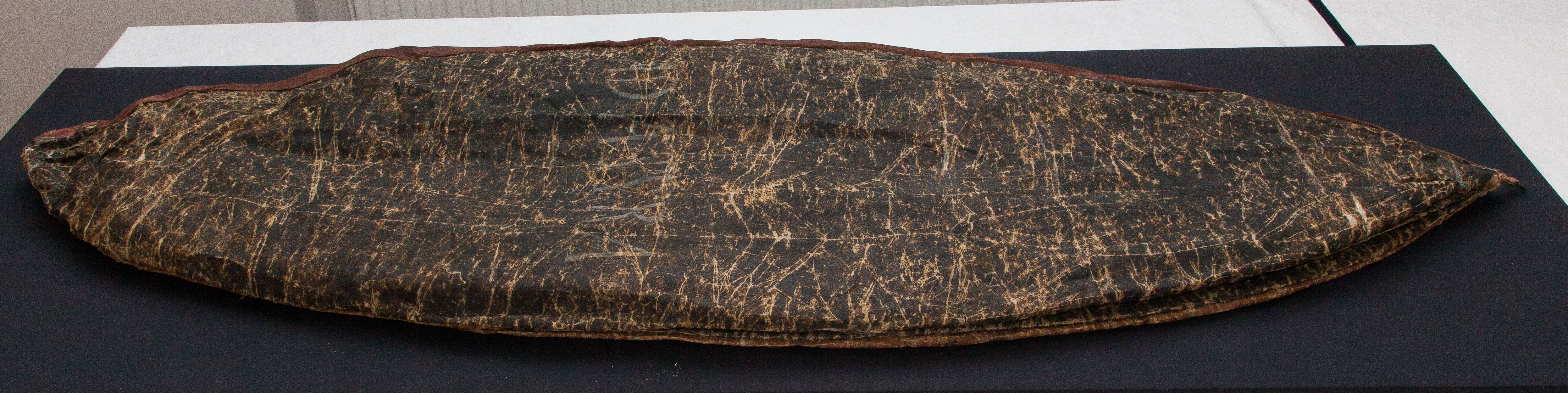
Hülle in Seitenansicht

Ad Astra (lateinisch ad astra ‚Zu den Sternen‘) ist ein Ballon aus dem Jahre 1784, der mit Wasserstoff befüllt wurde und in jenem Jahr zweimal unbemannt vor dem Braunschweiger Schloss aufstieg. Die Ballonhülle ist seit 1899 im Fundus des Städtischen Museums Braunschweig (SMBS). Luftfahrtgeschichtlich dürfte es sich um das weltweit älteste erhaltene Original eines Luftfahrzeuges handeln.

## Geschichte

### Vorgeschichte der Ballonfahrt
Am 14. Juni 1783 ließen die Gebrüder Montgolfier aus Frankreich den ersten – später nach ihnen „Montgolfière“ benannten – Ballon unbemannt in der französischen Stadt Annonay aufsteigen. Das mit Heißluft betriebene Luftfahrzeug stieg etwa 2000 Meter hoch und fuhr zwei Kilometer weit. Am 27. August desselben Jahres stieg, ebenfalls in Frankreich, der erste unbemannte mit Wasserstoff gefüllte Gasballon, nach seinem Erfinder Jacques Alexandre César Charles „Charlière“ benannt, auf. Am 15. Oktober 1783 fand der erste Aufstieg eines Menschen, des Physikers Jean-François Pilâtre de Rozier, statt, wobei der Ballon zur Sicherheit durch Seile am Boden verankert geblieben war. Diese Ereignisse lösten auch in Deutschland eine große Ballon-Euphorie aus, die dazu führte, dass Professor Achard am 27. Oktober 1783 in Berlin und der Stadtchirurg Hildebrand am 21. Januar 1784 in Greifswald kleine, selbst gefertigte und mit Wasserstoff gefüllte Ballone aufstiegen ließen.

### Geschichte der ersten Ballonfahrt in Braunschweig
Zum Jahreswechsel 1783/1784 beauftragte der Braunschweigische Herzog Karl Wilhelm Ferdinand den Geografen und Biologen Eberhard August Wilhelm von Zimmermann, Professor am Collegium Carolinum und Lehrer von Carl Friedrich Gauß, sowie den Apotheker Justus Christian Heinrich Heyer, Inhaber der Hagenmarkt-Apotheke, mit dem Bau eines Ballons. Es scheint sich dabei um den frühesten dokumentierten Fall staatlicher Förderung der Luftfahrt zu handeln.

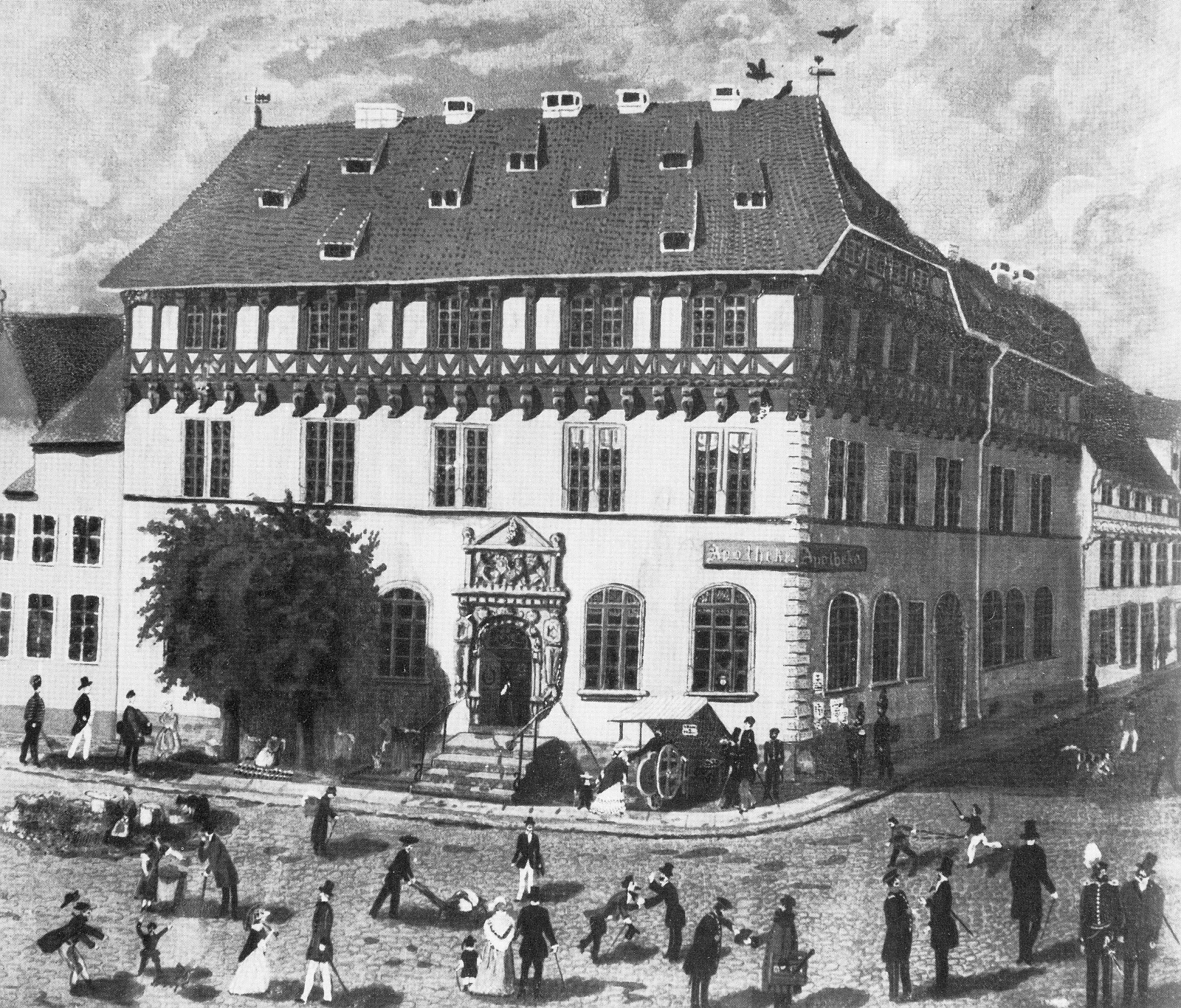
Die Hagenmarkt-Apotheke 1848

Zimmermann und Heyer entschieden sich für einen Gasballon nach Art einer Charlière. Die Hülle mit einem Durchmesser von 1,40 m und einem Gewicht von 467,7 g, bestand aus fünf einzelnen Teilen, die an den Längsseiten mit Lederstreifen vernäht waren. Das Material der rot-schwarzen, mit Papier hinterlegten Hülle war Atlasseide, die mit „Federharz“ (= Kautschuk), das zuvor in Terpentinöl gelöst worden war, bestrichen wurde. Sie trug drei Mal den Schriftzug „Ad Astra“, der sich aus einem lateinischen Wahlspruch des Braunschweigischen Welfen-Hauses ableitet, dem der Herzog angehörte: Per aspera ad astra, „Durch Mühsal zu den Sternen.“ Heyer erzeugte die für den Auftrieb notwendige inflammable Luft (Wasserstoff) selbst in seinem Laboratorium, indem er Eisenspäne in verdünnter „Vitriolsäure“ (= Schwefelsäure) auflöste. Der Ballon wurde anschließend in der Hagenmarkt-Apotheke befüllt, was etwa eine Stunde und 20 Minuten dauerte und dann in den nur wenige Hundert Meter entfernten Schlosspark getragen. Die erste Fahrt des „Ad Astra“ fand in Anwesenheit des Herzogs am 28. Januar 1784 statt. Der Ballon stieg über den linken Flügel des Schlosses auf und fuhr anschließend ungefähr zwei Kilometer weit, bis er bei Eisenbüttel nieder ging, von wo ihn mehrere Jungen wieder zum Schloss zurück trugen. Dieser Start markiert den Beginn der braunschweigischen Luftfahrtgeschichte. Angesichts der erfolgreichen Fahrt erbat Heyer beim Herzog die Erlaubnis für einen zweiten Aufstieg, der mit einer etwas größeren Befüllung am 8. Februar, dem letzten Sonntag der Braunschweiger Frühjahrsmesse, stattfand und nach 75 Kilometern in Dambeck bei Salzwedel endete, wobei die Hülle erst nach vier Tagen gefunden wurde.
Apotheker Heyer erstellte im September 1784 einen Bericht, in dem er das historische Ereignis mit dem „aerostatischen Ball“ detailliert beschrieb. Einige Monate später kam der Ballon in das Herzogliche Museum (heute Herzog Anton Ulrich-Museum) und 1899 durch Tausch in das Städtische Museum Braunschweig.

### Ausstellungshistorie

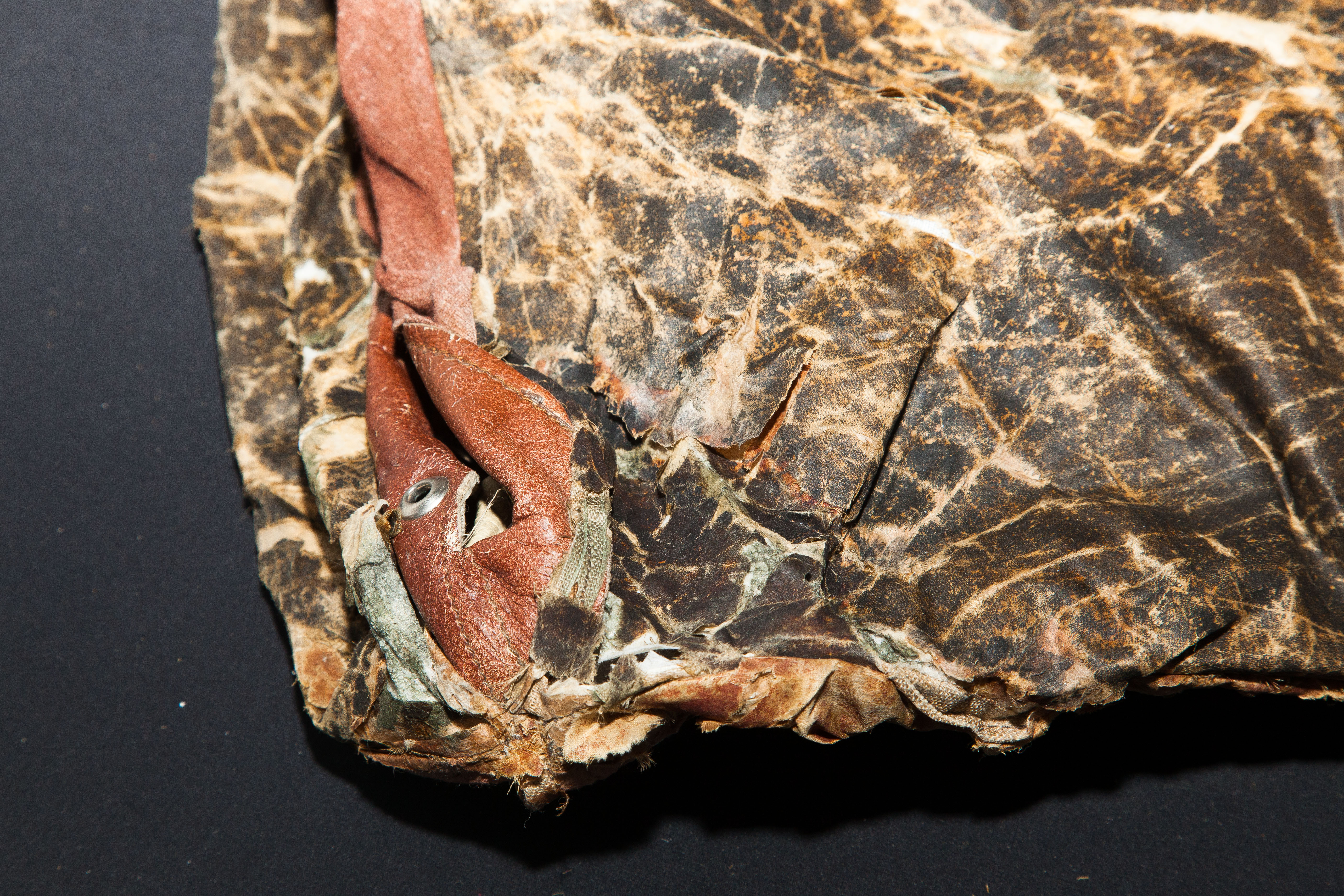
Detail der Hülle

Die Hülle wurde 1937 im Museum wieder aufgefunden und 1938 ausgestellt. Aus den 1950er Jahren existieren Schwarz-Weiß-Fotos des Ballons, auf denen auch der damalige Direktor des SMBS, Bert Bilzer, zu sehen ist. In den 1980er Jahren soll „Ad Astra“ in Darmstadt gezeigt worden sein. 2004 wurde er in der Jubiläumsausstellung „250 Jahre Museum“ im Herzog Anton Ulrich-Museum ausgestellt und im Katalog beschrieben. Zuletzt war der Ballon 2015 im SMBS in der Ausstellung Peter Joseph Krahe. Ein Architekt um 1800 zu Ehren des in Braunschweig tätigen Architekten Peter Joseph Krahe zu sehen.

## Weitere Ballonfahrten in Braunschweig
- 27. August 1786: Der aus Hannover stammende „Mechanikus“ Eggerstorf ließ zur Volksbelustigung in „Wegeners Garten“ am Augusttor einen Heißluftballon aufsteigen.[13]
- 10. August 1788: Die erste bemannte Ballonfahrt in Braunschweig fand durch den Franzosen Jean-Pierre Blanchard statt. Für Blanchard war es bereits die 32. Ballonfahrt. Er stieg am August-Bollwerk nahe dem Wenden-Tor bis in eine Höhe von 1250 m und landete bei Lamme.[14] Adolph Knigge verarbeitete die Fahrt schriftstellerisch in seinem Roman Die Reise nach Braunschweig.
- 9. August 1818: Als erste Frau in Braunschweig[15] stieg die in der Stadt geborene Wilhelmine Reichard in einem Ballon auf. Sie fuhr über Wolfenbüttel und die Asse Richtung Königslutter und landete schließlich bei Lehre. Bereits 1810 war Reichard in Berlin als erste Frau in Deutschland mit einem Ballon aufgestiegen.[16]